# Yutan, Anhui
Yutan (kinesiska: 雨坛) är en köping i östra Kina. Den ligger i Zongyang härad i staden Tongling i provinsen Anhui, omkring 120 kilometer söder om provinshuvudstaden Hefei. Antalet invånare är 25950. Befolkningen består av 12 827 kvinnor och 13 123 män. Barn under 15 år utgör 16,0 %, vuxna 15-64 år 72 %, och äldre över 65 år 10,0 %.